# Golvbjälke
De (långa) reglarna i ett golvbjälklag kallas golvbjälke eller bara bjälke.